# 國雄行
國 雄行（くに たけゆき、1964年 - ）は、日本の歴史学者、東京都立大学教授。

## 略歴
東京都生まれ。中央大学大学院文学研究科博士課程満期退学・2005年「博覧会の時代」で博士（史学）。神奈川県立博物館学芸部、東京都立短期大学講師、助教授、首都大学東京准教授を経て、教授。

## 著書
- 『博覧会の時代 明治政府の博覧会政策』岩田書院 2005
- 『博覧会と明治の日本』 (歴史文化ライブラリー) 吉川弘文館 2010
- 『佐野常民 1822-1902』 (佐賀偉人伝) 佐賀県立佐賀城本丸歴史館 2013
- 『近代日本と農政 明治前期の勧農政策』岩田書院 2018